# Turlock
Turlock és una població dels Estats Units a l'estat de Califòrnia. Segons el cens de l'1 de juliol de 2008 tenia 70.158 habitants.

## Demografia
Segons el cens del 2000, Turlock tenia 55.810 habitants, 18.408 habitatges, i 13.434 famílies. La densitat de població era de 1.620,2 habitants/km².
Dels 18.408 habitatges en un 40,3% hi vivien nens de menys de 18 anys, en un 54,8% hi vivien parelles casades, en un 13,1% dones solteres, i en un 27% no eren unitats familiars. En el 21,2% dels habitatges hi vivien persones soles el 9,1% de les quals corresponia a persones de 65 anys o més que vivien soles. El nombre mitjà de persones vivint en cada habitatge era de 2,92 i el nombre mitjà de persones que vivien en cada família era de 3,42.
Per edats la població es repartia de la següent manera: un 29,8% tenia menys de 18 anys, un 11,4% entre 18 i 24, un 28,9% entre 25 i 44, un 18,1% de 45 a 60 i un 11,8% 65 anys o més.
L'edat mediana era de 31 anys. Per cada 100 dones de 18 o més anys hi havia 89,1 homes.
Entorn del 12,4% de les famílies i el 16,2% de la població estaven per davall del llindar de pobresa.

## Poblacions més properes
El següent diagrama mostra les poblacions més properes.